# Жмурко Роман Вадимович
Роман Вадимович Жмурко (нар. 27 липня 1997) — український футболіст, який виступає на позиції воротаря у клубі «Епіцентр».

## Клубна кар'єра
Роман Жмурко є вихованцем Львівського державного училища фізичної культури. Після його закінчення Жмурко став гравцем луцької «Волині», дебютував у дублюючому складі команди 2 листопада 2014 в матчі проти дублюючого складу ужгородської Говерли. У головній команді «Волині» у Прем'єр-лізі воротар дебютував 31 травня 2017 року в матчі проти дніпровського «Дніпра» в основному складі команди. Проте на 48 хвилині матчу в Романа Жмурка вболівальники дніпровського клубу кинули петарду, після чого арбітр матчу зупинив гру та забрав команди з поля, внаслідок чого рішенням КДК ФФУ «Дніпру» була зарахована технічна поразка з рахунком 0-3. З початку 2018 року Роман Жмурко грає за клуб другої ліги «Нива» з Тернополя. У 2019 році Жмурко грав у нижчоліговому шведському клубі «Андерторпс». З початку 2020 року воротар перейшов до клубу української першої ліги «Гірник-Спорт» з Горішніх Плавнів. У 2022 році Роман Жмурко став гравцем клубу «Епіцентр».